# Campionato asiatico maschile di pallamano 1989
Il Campionato asiatico maschile di pallamano 1989 è stata la quinta edizione del torneo organizzato dalla Asian Handball Federation e rivolto a nazionali asiatiche di pallamano maschile. Il torneo si è svolto dal 18 agosto al 1º settembre 1989 in Cina, ospitato nella città di Pechino.
Il torneo ha visto l'affermazione della nazionale della Corea del Sud per la terza volta nella sua storia.

## Squadre partecipanti
- Corea del Sud
- Arabia Saudita
- Hong Kong
- Cina Taipei
- Cina
- Qatar
- Giappone
- Kuwait
- Iran

## Podio
| Pos. | Squadra       |
| ---- | ------------- |
| 1°   | Corea del Sud |
| 2°   | Giappone      |
| 3°   | Kuwait        |